# Leverton Pierre
Leverton Pierre (Tabarre, Haití, 9 de marzo de 1998) es un futbolista haitiano. Juega de centrocampista y su equipo es el F. C. Vizela de la Segunda División de Portugal. Es internacional absoluto por la selección de Haití desde 2021.

## Trayectoria
Comenzó su carrera en Francia en el S. C. Bastia "II" en 2017, proveniente del 
CS Saint-Louis de su país.

## Selección nacional
Debutó con la selección de Haití el 12 de junio de 2021 ante Canadá.

### Participaciones en Copa Oro de la Concacaf
| Copa                            | Sede                    | Resultado      |
| ------------------------------- | ----------------------- | -------------- |
| Copa de Oro de la Concacaf 2021 | Estados Unidos          | Fase de grupos |
| Copa de Oro de la Concacaf 2023 | Estados Unidos · Canadá | Por definir    |

## Clubes
| Club                        | País     | Año           |
| --------------------------- | -------- | ------------- |
| S. C. Bastia "II"           | Francia  | 2016-2017     |
| A. C. Ajaccio               | Francia  | 2017-2019     |
| F. C. Metz                  | Francia  | 2019-2020     |
| U. S. L. Dunkerque (cedido) | Francia  | 2019-2020     |
| U. S. L. Dunkerque          | Francia  | 2020-2023     |
| U. S. Avranches             | Francia  | 2023-2024     |
| L. B. Châteauroux           | Francia  | 2024-2025     |
| F. C. Vizela                | Portugal | 2025-presente |